# Bridge of Spies
Bridge of Spies è il primo album del gruppo inglese T'Pau, pubblicato nel 1987 dalla Virgin Records.

## Tracce
1. Heart and Soul – 4:15 (Carol Decker, Ron Rogers)
2. I Will Be with You – 4:06 (Decker, Rogers)
3. China in Your Hand – 5:06 (Decker, Rogers)
4. Friends Like These – 3:45 (Decker, Rogers)
5. Sex Talk – 4:07 (Decker, Rogers)
6. Bridge of Spies – 5:23 (Decker, Rogers)
7. Monkey House – 4:24 (Decker, Rogers)
8. Valentine – 3:53 (Decker, Rogers)
9. Thank You for Goodbye – 3:54 (Decker, Rogers)
10. You Give Up – 4:39 (Decker, Rogers)
11. China in Your Hand (Reprise) – 0:45 (Decker, Rogers)

## Formazione
- Carol Decker: voce
- Ronnie Rogers: chitarre
- Taj Wyzgowski: chitarra solista
- Michael Chetwood: tastiere
- Paul Jackson: basso
- Tim Burgess: batteria